# Castelletto d’Erro
Castelletto d’Erro – miejscowość i gmina we Włoszech, w regionie Piemont, w prowincji Alessandria.
Według danych na styczeń 2010 gminę zamieszkiwało 150 osób przy gęstości zaludnienia 31,8 os./1 km².